# Застава Киргистана
Застава Киргистана представља Сунце са 40 кракова, који представљају 40 киргиских племена. Прецртано пруће унутар Сунца представља поглед из унутрашњости Јурте према небу. Прихваћена је 3. марта 1992.